# U + Ur Hand
U + Ur Hand ist ein Rock-Pop-Song aus dem Jahr 2006, den die US-amerikanische Sängerin P!nk gemeinsam mit Max Martin, Lukasz Gottwald und Rami Yacoub schrieb.

## Inhalt
In dem von Max Martin und Dr. Luke produzierten Song geht es um eine abfällige Reaktion auf einen als unangenehm empfundenen Flirtversuch. Der Liedtext macht klar, dass man nicht angestarrt werden („I’m not here for your entertainment“ – Ich bin nicht für deine Unterhaltung hier), nicht zum Trinken eingeladen werden („Keep your drink, just give me the money“ – Behalt dein Getränk, gib mir einfach das Geld) und nicht angefasst werden („Don't touch, back up, I'm not the one“ – Nicht anfassen, zurücktreten, ich bin nicht die Eine) möchte. U + Ur Hand (eine phonologische Verkürzung von You and Your Hand, dt. Du und Deine Hand) kann als Aufforderung zur Masturbation aufgefasst werden: „You know you are high fivin’, talkin’ shit, but you’re going home alone aren’tcha?“ (Du weißt, dass Du abklatscht, Blödsinn redest, aber Du wirst allein nach Hause gehen, nicht wahr?). 

## Hintergrundinformationen
Der Song wurde am 29. September 2006 von LaFace Records als Single veröffentlicht. Es handelt sich nach Stupid Girls und Who Knew um die dritte Singleauskopplung ihres Albums I’m Not Dead. Das Lied ist 3:33 Minuten lang. U + Ur Hand wurde in den USA der erste Top-10-Erfolg von P!nk seit Just Like a Pill aus dem Jahr 2002.

## Musikvideo
Das Musikvideo zur Single wurde zeitgleich mit dem Musikvideo für Stupid Girls im Dezember 2005 von Regisseur Dave Meyers realisiert. In dem Musikvideo verkörpert Pink mehrere Charaktere des neuseeländischen Comiczeichners Martin Emonds. Pink gab in einem Interview für MTV bekannt, viermal mehr Zeit beim Maskenbildner verbracht zu haben, als vor der Kamera.

## Kommerzieller Erfolg

### Chartplatzierungen
| ChartsChartplatzierungen       | Höchstplatzierung | Wochen |
| ------------------------------ | ----------------- | ------ |
| Deutschland (GfK)              | 3 (21 Wo.)        | 21     |
| Österreich (Ö3)                | 4 (23 Wo.)        | 23     |
| Schweiz (IFPI)                 | 5 (44 Wo.)        | 44     |
| Vereinigte Staaten (Billboard) | 9 (33 Wo.)        | 33     |
| Vereinigtes Königreich (OCC)   | 10 (20 Wo.)       | 20     |

| ChartsJahrescharts (2006)    | Platzierung |
| ---------------------------- | ----------- |
| Deutschland (GfK)            | 46          |
| Österreich (Ö3)              | 42          |
| Schweiz (IFPI)               | 50          |
| Vereinigtes Königreich (OCC) | 70          |

### Auszeichnungen für Musikverkäufe
Die amerikanische RIAA zertifizierte für die digitale Version eine Platinschallplatte für mehr als eine Million abgesetzte Kopien.
| Land/Region                  | Auszeichnungen für Musikverkäufe (Land/Region, Auszeichnung, Verkäufe) | Verkäufe  |
| ---------------------------- | ---------------------------------------------------------------------- | --------- |
| Australien (ARIA)            | 3× Platin                                                              | 210.000   |
| Dänemark (IFPI)              | Gold                                                                   | 4.000     |
| Deutschland (BVMI)           | Gold                                                                   | 150.000   |
| Kanada (MC)                  | Platin                                                                 | 80.000    |
| Neuseeland (RMNZ)            | Gold                                                                   | 15.000    |
| Österreich (IFPI)            | Gold                                                                   | 15.000    |
| Schweden (IFPI)              | Platin                                                                 | 40.000    |
| Vereinigte Staaten (RIAA)    | Platin                                                                 | 1.676.000 |
| Vereinigtes Königreich (BPI) | Gold                                                                   | 400.000   |
| Insgesamt                    | 5× Gold · 6× Platin ·                                                  | 2.590.000 |

Hauptartikel: Pink (Musikerin)/Auszeichnungen für Musikverkäufe

## Titelliste der Single
CD-Single
1. U + Ur Hand
2. Crash & Burn (feat. Gentleman)

Maxi-Single
1. U + Ur Hand
2. Crash & Burn (feat. Gentleman)
3. U + Ur Hand (BeatCult Remix)
4. U + Ur Hand (Bimbo Jones Vocal Mix)
5. U + Ur Hand (Video)